# Golden Child
Golden Child (hangul: 골든차일드) é um grupo masculino formado pela Woollim Entertainment em 2017. Sua estreia oficial ocorreu em 28 de agosto de 2017 com o lançamento do extended play Gol-Cha!.

## História

### 2017–presente: W Project, Woollim Pick eGol-Cha!
Em 9 de janeiro de 2017, a Woollim Entertainment anunciou o W Project. Mais tarde, foi confirmado que W Project seria um projeto pré-estreia de trainees da Woollim Entertainment para o lançamento de um single antes da estreia oficial.
O grupo estrelou seu primeiro reality show 2017 Woollim Pick, apresentado pelo cantor Lee Sung-yeol e pelo ator Oh Hyun-min. Em 9 de agosto, foi anunciado queo grupo iria realizar uma aparição no drama 20th Century Boy and Girl. O grupo estreou oficialmente em 28 de agosto com o lançamento do extended play Gol-Cha! e o single promocional DamDaDi. Em 16 de outubro, o grupo lançou uma OST intitulada Love Letter para o drama 20th Century Boy and Girl.
Em 6 de janeiro de 2018, a Woollim Entertainment anunciou a saída oficial do integrante Park Jae-seok por problemas de saúde.

## Integrantes
- Daeyeol (hangul: 대열), nascido Lee Dae-yeol (hangul: 이대열) em 11 de fevereiro de 1993 (32 anos) em Yongin, Gyeonggi-do, Coreia do Sul.[8]
- Y (hangul: 와이), nascido Choi Sung-yoon (hangul: 최성윤 em 31 de julho de 1995 (29 anos) em Changwon, Gyeongsang do Sul, Coreia do Sul.[8]
- Jangjun (hangul: 장준), nascido Lee Jang-jun (hangul: 이장준) em 3 de março de 1997 (28 anos) em Hwaseong, Gyeonggi-do, Coreia do Sul.[8]
- Tag (hangul: 태그), nascido Son Young-taek (hangul: 손영택) em 13 de abril de 1998 (26 anos) em Jeonju, Jeolla do Norte, Coreia do Sul.[8]
- Seungmin (hangul: 승민), nascido Bae Seung-min (hangul: 배승민) em 13 de outubro de 1998 (26 anos) em Gwangju, Coreia do Sul.[8]
- Jaehyun (hangul: 재현), nascido Bong Jae-hyun (hangul: 봉재현) em 4 de janeiro de 1999 (26 anos)  em Seul, Coreia do Sul.[8]
- Jibeom (hangul: 지범), nascido Kim Ji-beom (hangul: 김지범) em 3 de fevereiro de 1999 (26 anos) em Busan, Coreia do Sul.[8]
- Donghyun (hangul: 동현), nascido Kim Dong-hyun (hangul: 김동현) em 23 de fevereiro de 1999 (26 anos) em Seul, Coreia do Sul.[8]
- Joochan (hangul: 주찬), nascido Hong Joo-chan (hangul: 홍주찬) em 31 de julho de 1999 (25 anos) em Seul, Coreia do Sul.[8]
- Bomin (hangul: 보민), nascido Choi Bo-min (hangul: 최보민) em 24 de agosto de 2000 (24 anos) em Yongin, Gyeonggi-do, Coreia do Sul.[8]

### Ex-integrantes
- Jaeseok (hangul: 재석), nascido Park Jae-seok (hangul: 박재석) em 20 de novembro de 1995 (29 anos) em Cheongju, Chungcheong do Norte, Coreia do Sul.[8]

## Discografia

### Extended plays
| Título   | Detalhes do álbum | Melhor posição nas paradas | Vendas         |
| Título   | Detalhes do álbum | KOR                        | Vendas         |
| -------- | --- | -------------------------- | -------------- |
| Gol-Cha! | - Lançamento: 28 de agosto de 2017 - Gravadora: Woollim Entertainment, CJ E&M - Formatos: CD, digital download Track listing 1. Gol-Cha! 2. DamDaDi (담다디) 3. With Me (나랑 해) 4. What Happened? (내 눈을 의심해) 5. I Love You So (네가 너무 좋아) 6. Sea | 3                          | - KOR: 27,808+ |

### Singles
| Título                                                                        | Ano  | Melhor posição nas paradas | Sales (DL) | Álbum    |
| Título                                                                        | Ano  | KOR                        | Sales (DL) | Álbum    |
| ----------------------------------------------------------------------------- | ---- | -------------------------- | ---------- | -------- |
| "DamDaDi" (담다디)                                                            | 2017 | —                          | —          | Gol-Cha! |
| "—" indica lançamentos que não apresentaram gráficos ou não foram divulgados. |      |                            |            |          |

### Aparição em trilhas sonoras
| Ano  | Título      | Álbum                                 |
| ---- | ----------- | ------------------------------------- |
| 2017 | Love Letter | 20th Century Boy and Girl OST Part. 3 |

## Filmografia

### Reality shows
| Ano  | Emissora       | Título                 | Notas                                                     |
| ---- | -------------- | ---------------------- | --------------------------------------------------------- |
| 2017 | Mnet           | 2017 Woollim Pick      | Primeiro reality show do grupo                            |
| 2017 | Naver e V Live | Ring It! Golden Child! | Exibido toda terça-feira; apresentado por Kim Shin-young. |

## Prêmios e indicações

### Mnet Asian Music Awards
| Ano  | Categoria                | Recipiente   | Resultado |
| ---- | ------------------------ | ------------ | --------- |
| 2017 | Best New Male Artist     | Golden Child | Indicado  |
| 2017 | Qoo10 Artist of the Year | Golden Child | Indicado  |

### Seoul Music Awards
| Ano  | Categoria            | Recipiente   | Resultado |
| ---- | -------------------- | ------------ | --------- |
| 2018 | New Artist Award     | Golden Child | Pendente  |
| 2018 | Popularity Award     | Golden Child | Pendente  |
| 2018 | Hallyu Special Award | Golden Child | Pendente  |